# Edman & Andersson

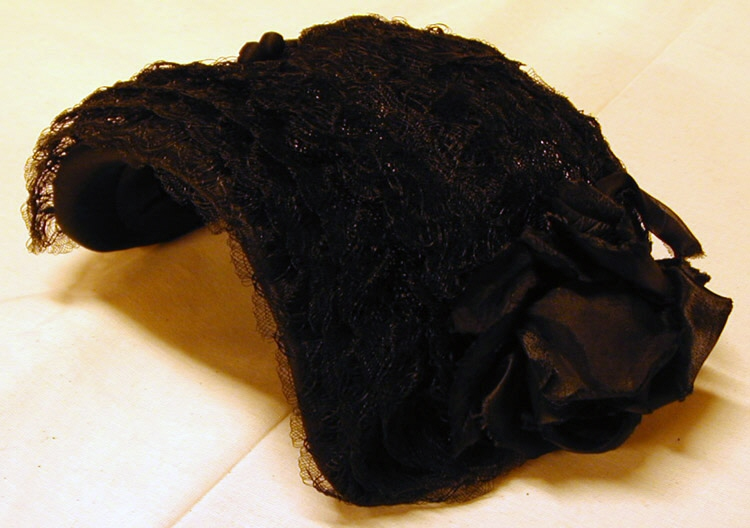
Sorghatt från Edman & Andersson.

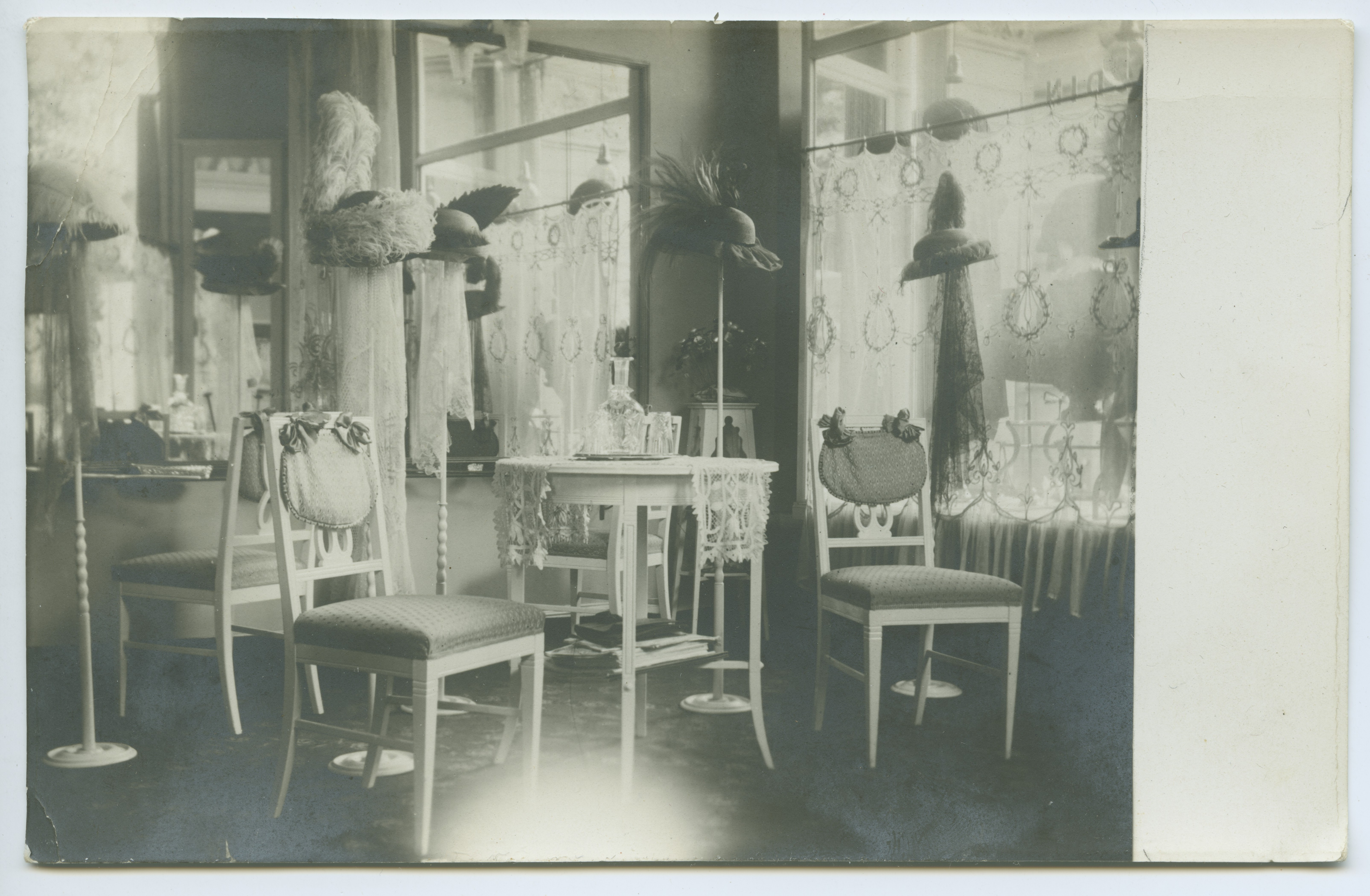
Edman & Anderssons modesalong omkring 1920 medan den låg på Grev Turegatan 3 och mest var en hattateljé och hattaffär.

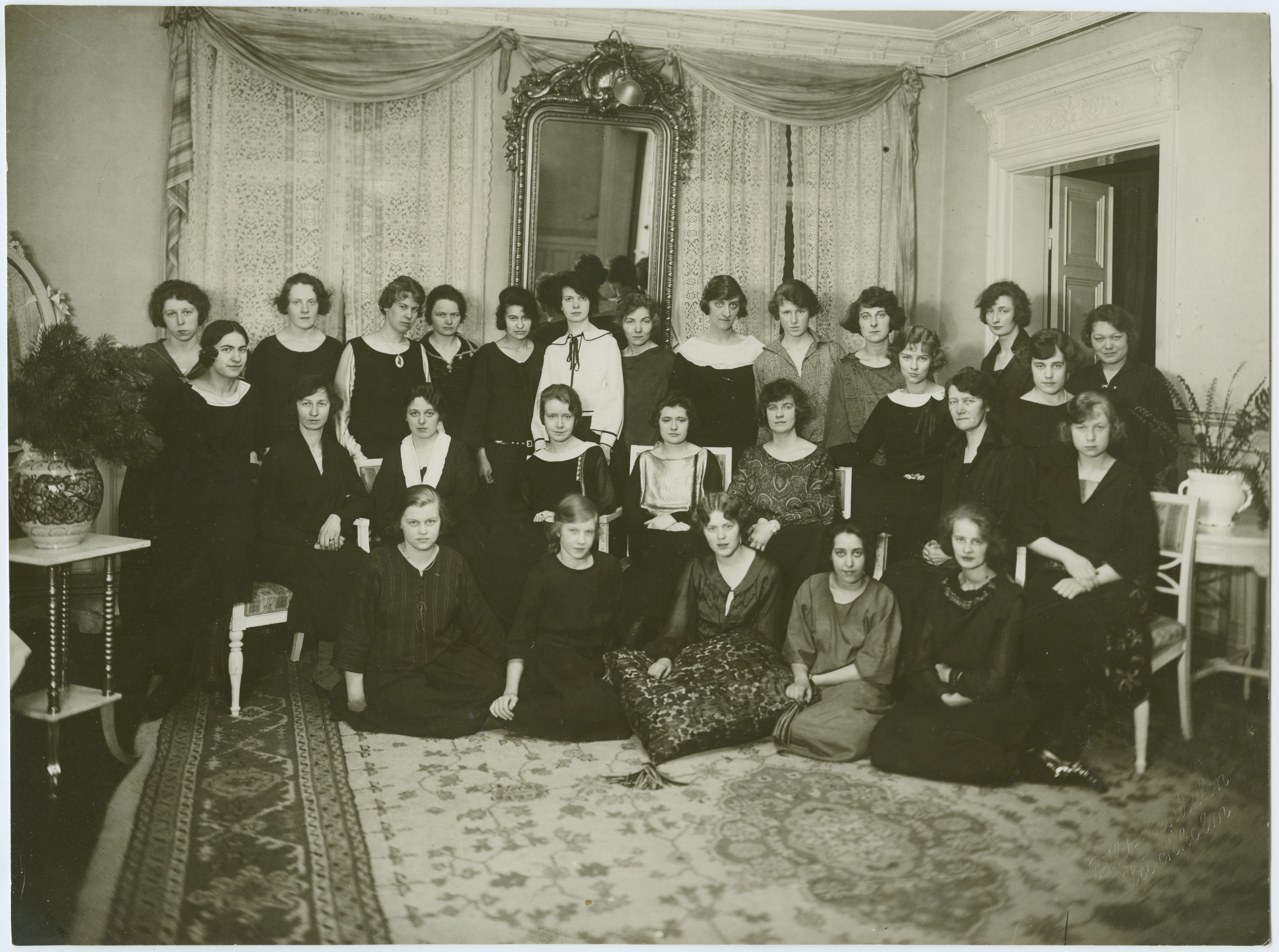
De anställda vid Edman & Anderssons modesalong 1924. I mitten sitter företagets grundare och ägare, modedirektrisen Lalla Ericson (1889–1972).

Edman & Andersson var en modesalong på Norrmalmstorg 16 i Stockholm. Modesalongen öppnade först på Grev Turegatan 3 1911, samt en studio som öppnades 1936. När den öppnade var fokus i huvudsak på hattar, men med tiden utvecklades salongen till ett heltäckande modehus. Under många år var Lalla Ericsson dess chef.
Ateljén var ledande inom parisisk haute couture i Sverige, tillsammans med bland andra Tunborgs och Leja-Magasinet. De sistnämnda, tillsammans med Augusta Lundin och MEA, tillhörde de få modehus som under 1930-talet hade franska avdelningar i Sverige. Edman & Andersson uppmärksammades också för sina modeller från Jeanne Paquin.
På det hela taget var Edman & Andersson en av Stockholms ledande ateljéer, tillsammans med bland annat NK:s franska avdelning och Märthaskolan. Kläder från modesalongen bars ofta inom överklassen och vid hovet. Greta Garbo ska också ha varit en trogen kund. Edman & Andersson designade bland annat Viveca Lindfors kläder till Appassionata, en film från 1944. Marga Bratt var då smakråd och tecknare.
Edman & Andersson lade ner 1 juli 1955.